# 战术
戰術是指取得小規模勝利或實現小規模優化的技術。在戰爭、經濟、貿易、遊戲和協商中戰術經常被使用。具體而言戰術就是戰略的過程，即執行戰略的方法。單純的戰術上勝利往往未必能夠令戰爭成功，如姜維的劍閣山之戰中就是明顯的例子。即使能夠對敵陣造成大量傷亡，仍然無法逆轉戰略的失敗。

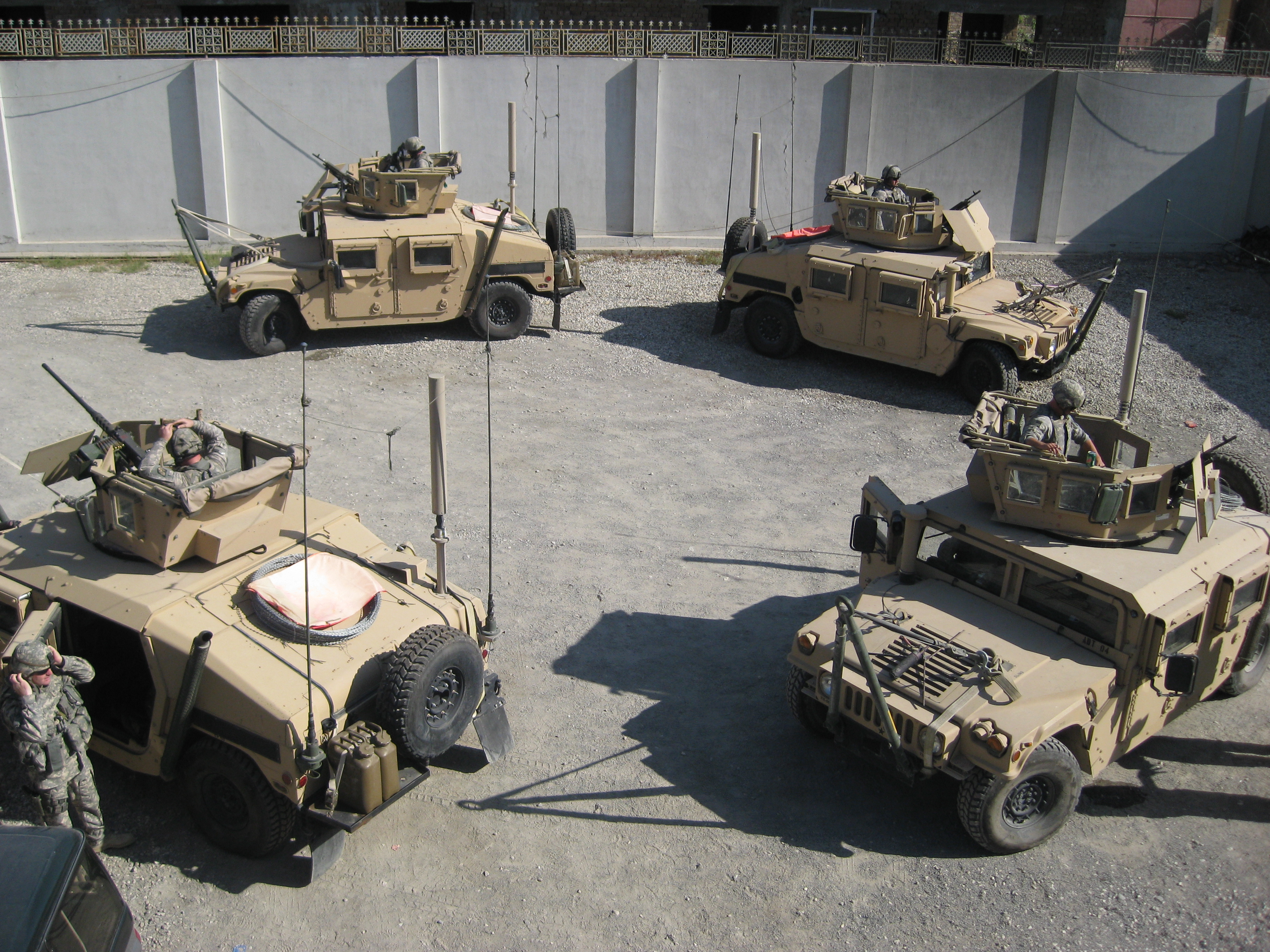
現代小型運輸班防禦戰術，用車輛形成防禦圈

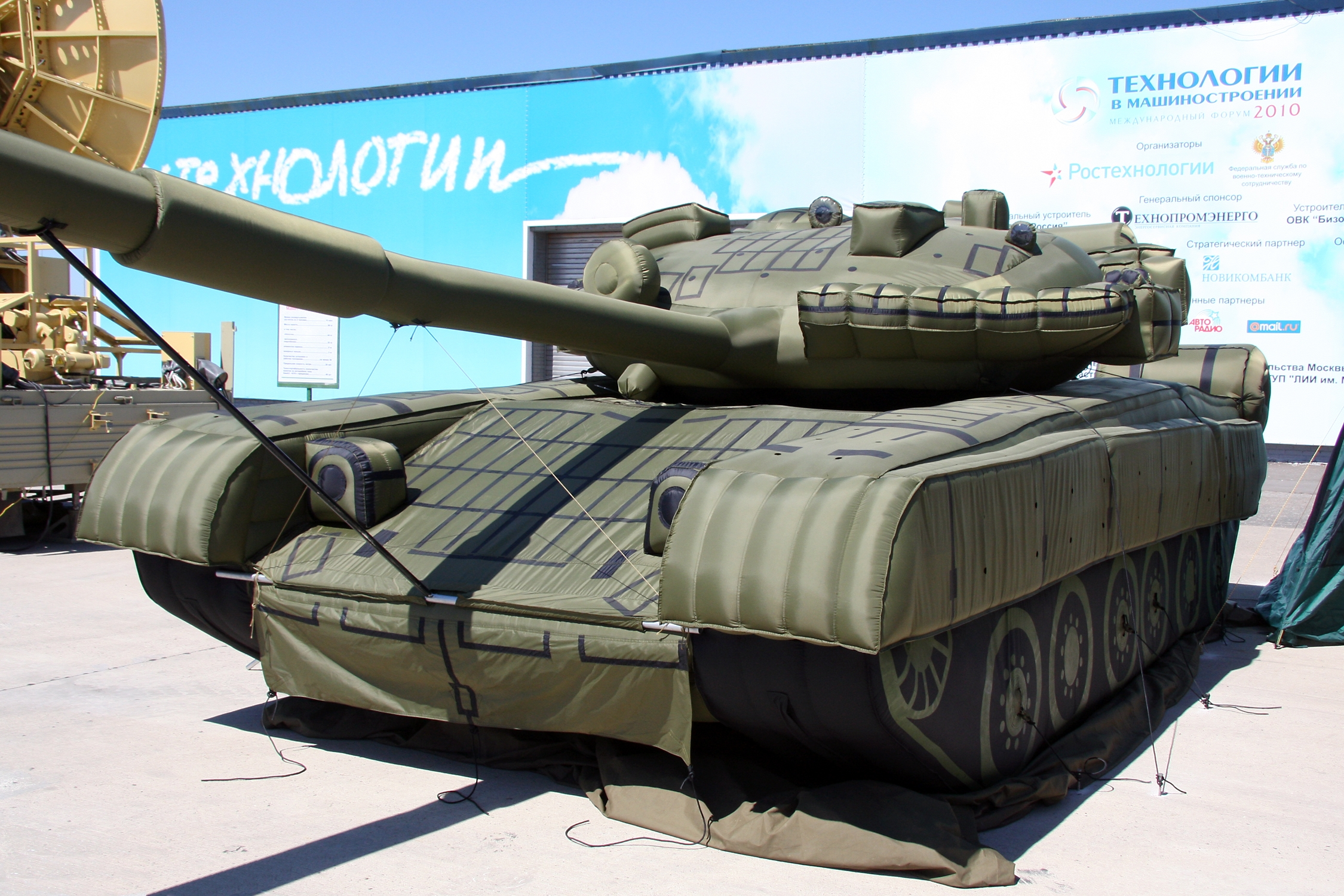
充氣假戰車

不僅僅人類的軍事有戰術，部分哺乳動物的捕獵行為亦有戰術，如包圍戰術。

## 相關
- 車輪戰
- 遊擊戰
- 閃電戰
- 鉗形攻勢
- 跳岛战术
- 戰術數位資訊鏈路
- 軍事戰術列表
- 韜略：用兵的計謀